# فيرفيلد (كونيتيكت)
فيرفيلد (بالإنجليزية: Fairfield, Connecticut)‏ هي بلدة أمريكية تقع في الولايات المتحدة في مقاطعة فيرفيلد (كونيتيكت). يقدر عدد سكانها بـ 60,855 نسمة ومساحتها 81.1 كم2 ووترتفع عن سطح البحر 18 متر.

## المدن التوأمة
مدينة تاتابانيا هي مدينة توأمة لـفيرفيلد (كونيتيكت).

## أعلام
- جون بيكر
- جيمس ك. شانون
- تي إف. غيلروي دالي
- ميغ رايان
- جاستين لونغ
- جاي جاي هنري
- ريمون إي. بالدوين
- هوم كرونين
- كريستي ماكدونالد
- إريك فون شميت